# Фердинанд Фридрих Август фон Вюртемберг
Фердинанд Фридрих Август фон Вюртемберг (на немски: Ferdinand August Friedrich von Württemberg; * 22 октомври 1763 в Трептов на Рега, Бранденбург; † 20 януари 1834 във Висбаден) е принц от Вюртемберг и австрийски фелдмаршал.
Той е петият син на херцог Фридрих Евгений II фон Вюртемберг (1732 – 1797) и съпругата му маркграфиня Фредерика Доротея от Бранденбург-Швет (1736 – 1798), дъщеря на маркграф Фридрих Вилхелм фон Бранденбург-Швет (1700 – 1771) и съпругата му София Доротея Мария Пруска (1719 – 1765), четвъртата сестра на пруския крал Фридрих Велики.
Най-големият му брат Фридрих I Вилхелм Карл (1754 – 1816) е от 1806 г. първият крал на Вюртемберг. Сестра му София Доротея Августа (Мария Фьодоровна) (1759 – 1828) е омъжена 1776 г. за руския император Павел I. Сестра му Елизабет Вилхелмина Луиза (1767 – 1790) е омъжена 1788 г. за император Франц II (1768 – 1835).
На 18 г. той постъпва като оберст-лейтенант в австрийската войска. След участието му в Австро-турската война той става на 9 април 1788 г. генерал-майор и на 20 август 1790 г. фелдмаршал-лейтенант. След избухването на войната против революционна Франция той участва в боевете в Нидерландия и 1796 г. в Долен Рейн. През март 1793 г. той напада под ерцхерцог Карл Австрийски в битката при Неервинден. За успеха му херцогът му дава на 23 юли 1793 г. командирския кръст на Мария Терезия орден. През края на юни 1796 г., заради здавословни проблеми, той се оттегля от активната военна служба, и отива във Виена.
На 18 март 1797 г. той е номиниран на командващ генерал в Долна- и Горна Австрия. На 12 април 1796 г. той поема организацията на доброволническия корп за защита на Виена. Два пъти 1798 – 1799 и 1805 г. е като военен пратеник в Санкт Петербург. На 5 септември 1800 г. той е командващ генерал и градски командант на Виена. На 1 април 1805 г. императорът го прави императорски фелдмаршал. До 1820 г. той е градски командант на Виена. От 1829 – 1834 г. той има позицията на губернатор на крепостта Майнц.
Фердинанд Фридрих Август умира на 20 януари 1834 г. на 70 години във Висбаден.

## Фамилия
Фердинанд Фридрих Август се жени на 18 март 1795 г. в Зондерсхаузен за принцеса Албертина фон Шварцбург-Зондерсхаузен (* 5 април 1771; † 25 април 1829), дъщеря на княз Христиан Гюнтер III фон Шварцбург-Зондерсхаузен и принцеса Вилхелмина фон Анхалт-Бернбург. Те нямат деца. Те се развеждат на 3 август 1801 г.
Фердинанд се жени втори път на 23 февруари 1817 г. в Марсилия за Паулина фон Метерних-Винебург (* 29 ноември 1771; † 23 юни 1855), сестрата на Клеменс фон Метерних († 1859), дъщеря на княз Франц Георг Карл фон Метерних и графиня Мария Беатрикс фон Кагенек. Те нямат деца.